# 忠州運転免許試験場
忠州運転免許試験場（チュンジュうんてんめんきょしけんじょう）は忠清北道忠州市にある道路交通公団の運転免許試験場である。

## 施設概要
- 技能試験場
- 受付
- 学科試験場（交通安全教育場兼用）
- 休憩室

## 学科試験
- PC式
- 手話ビデオ（重度の聴覚障害者対象）

## 技能試験が可能な運転免許の種類
各運転免許の詳細については運転免許の区分を参照
- 第一種大型免許
- 第一種普通免許
- 第二種普通免許

## 交通アクセス
- 忠北線忠州駅で下車後、駅前のバス停から600番台（丹陽方面あるいは免許試験場方面）のバスで10分程度